# 恒嬪
恒嬪（こうひん、19世纪？ - 光緒2年閏5月6日(1876年6月27日)）は、清の道光帝の妃嬪。姓は蔡佳氏。

## 生涯
道光14年（1834年）3月、宜貴人として入宮。
道光16年（1836年）10月10日、蔡佳氏が「宜常在」として皇后や貴妃らとともに儀式に参加していることから、これ以前に宜貴人から宜常在に降格していたことが確認される。
道光18年（1838年）8月13日、さらに蔡答応に降格。
道光30年（1850年）1月、道光帝の崩御により帝位を継いだ咸豊帝により蔡常在に昇格。（『愛新覚羅宗譜・星源集慶』にも「初めは答應、道光30年1月に常在へ昇格」と記録あり。）
咸豊10年（1860年）12月29日、年節の際に琳貴太妃、成嬪、彤嬪、祥嬪、蔡常在の5人が咸豊帝から恩賜を受ける。
また、この時、英仏連合軍が北京に侵攻し、咸豊帝は熱河へ避難。
避難時に連れて行った先帝（道光帝）の妃嬪は上記の5名のみで、他の妃嬪たちは北京に残された。
咸豊11年（1861年）10月、咸豊帝の崩御により帝位を継いだ同治帝により、蔡貴人に昇格。
同治13年（1874年）11月、同治帝の崩御により帝位を継いだ光緒帝により蔡恒嬪に昇格。
光緒2年（1876年）閏5月6日、薨去。仮埋葬は田村。
光緒3年（1877年）3月、内務府大臣が清東陵内の妃嬪の墓所図を作成し、皇帝に提出。
皇帝の裁定により、彤貴妃は李貴人の右側、恒嬪（蔡恒嬪）は睦答応の右側として埋葬位置が決定。
同年9月3日、清東陵西配殿に遷移。
9月8日、正式に清東陵に埋葬された。

## 伝記資料
- 『清史稿』
- 『愛新覚羅宗譜・星源集慶』
- 『清実録』